# Montanizem
Novo preroštvo (latinsko nova prophetia) je bilo zgodnje krščansko gibanje iz druge polovice 2. stoletja, ki je pozneje imenovano po svojem začetniku Montanu montanizem.
"Novo preroštvo" je nastalo kot krščansko znotrajcerkveno gibanje, ki je pridigalo korenito prenovo krščanskega življenja in nujno spreobrnjenje vseh kristjanov v misli na bližnji prihod Božjega kraljestva na zemljo.  Novo preroštvo je bilo odziv na popustljivost v odnosu na prvotno gorečnost krščanstva z zahtevo po vrnitvi k "prakrščanskemu zanesenjaštvu" (From). To je bilo duhovno-karizmatično gibanje, ki ni postavljalo pod vprašaj krščanskega verovanja o Bogu, ampak je razglašalo navzočnost Svetega Duha in nastop nove, duhovne dobe; zagovarjali so določene stroge oblike krščanskega življenja ter razrahljane oblike cerkvenega ustroja.

## Opis
Montanisti so odklanjali kakršnokoli hierarhijo, organizacijo, zgodovinsko izročilo itd. Bistven je bil Duh kot posameznikova izkušnja. Na začetku to učenje ni imelo kake posebnosti, razen da je poudarjalo strogo askezo. Ta nravna strogost je nagnila številne sodobnike, da so občudovaje pristopali kot npr. veliki teolog Tertulijan.
Montanizem sprva ni veljal za herezijo; vendar je sčasoma prišel v spor z uradno Cerkvijo, ki ga je polagoma zatrla kot "herezijo" - v takratnem izražanju kot "krivoverstvo". Oblikoval se je kot obrobna krščanska skupnost; čeprav izključena iz Katoliške Cerkve, je preživela sorazmerno dolgo obdobje - ponekod vse do 8. stoletja. To gibanje je zbralo veliko ljudi: sprva v luči apokaliptičnih pričakovanj, kasneje pa okoli velikih letnih romanj. Njihova romanja so ena prvih množičnih krščanskih romanj; Hipolit pa omenja kot montanistično novotarijo tudi "praznike". V montanizmu so dobile pomembno vlogo ženske, ki so bile v maloazijskih krajih ne le diakonise kot drugod, ampak tudi kot duhovnice in škofinje.

## Učenje
O montanizmu izvemo največ iz protimontanističnih virov; zato je težko ugotoviti, kaj so dejansko verovali in kako so se ti nauki razlikovali od krščanskega osrednjega toka tistega časa. Tako sprenevedanje je seveda vodilo k površemu preučevanju in prepisovanju; virov je verjetno zadosti, samo potruditi se je treba in jih poiskati, ker so raztreseni v odlomkih po različnih spisih. Čeprav po nekaterih mnenjih ni pravih virov, jih drugi navajajo celo petdeset!
Poleg tega je to bilo dokaj raznoliko gibanje, ki se je razlikovalo glede na kraj in obdobje. Na montanizem je še posebej vplival evangelist Janez, zlasti njegova spisa Evangelij po Janezu in Razodetje, ki je kot preroška knjiga že sama po sebi skrivnostna.
V Janezovem evangeliju je zapisano, da Jezus obljublja, da bo po svoji smrti poslal Svetega Duha (Jn 14,15); iz tega so montanisti sklepali, da jih on navdihuje za njihova preroštva. V Razodetju je Janeza angel odnesel na vrh gore, kjer je videl, kako se spušča na Zemljo Novi Jeruzalem (Raz 21,10). Montan je to goro prepoznal kot neko goro v Frigiji blizu Pepuze. Privrženci gibanja so se imenovali »spiritales« (»duhovni ljudje«) v nasprotju z vsemi drugimi, ki so jih imenovali »psychici« (»meseni, naravni ljudje«).
V njegovem nauku najdemo tudi prvine judovskega apokaliptovstva. V strogih postnih predpisih je mogoče zaznati celo ostanke Demetrinega čaščenja. V prerokovanjih ni opaziti kakega novega nauka, temveč spodbujanje stare, strožje cerkvene discipline, ki je značilna za preroke in apostolski spis Didache. Gojil je duh mučeništva, želel je ohraniti zamisel o skorajšnjem Gospodovem prihodu, bil je zagovornik enoženstva v ožjem pomenu besede, kar je izključevalo možnost druge poroke po smrti sozakonca.

### Preroštva in zamaknjenja
Že samo ime »nova prerokba« nakazuje, da je bilo gibanje osredotočeno na prerokbe svojih ustanoviteljev, ki naj bi prenašali razodetje Svetega Duha za sedanjo dobo. Prerokbe v 2. stoletju pravzaprav med kristjani sploh niso bile vprašljive. »Nova prerokba«, kot jo je opisal Evzebij, se je namreč oddaljila od nastajajočega krščanskega izročila:
 In on (Montan) je postal ves iz sebe in nenadoma ga je zajela nekakšna blaznost in zamaknjenje; besnel je in začel blebetati ter izgovarjati čudne stvari; prerokoval je na način, ki je bil v nasprotju s stalno navado Cerkve, ki jo je izročilo prenašalo od začetka.— Evzebij Cezarejski
Nasprotniki so Montanovim prerokom očitali, da ne nastopajo kot Božji poslanci, ampak ko da so oni sami bogovi. Montanova preroška izjava je ustrezno opisala to obsedeno stanje: 
»Glej, mož je kakor lira, jaz pa letim nad njim kakor trzalica. Mož spi, jaz pa opazujem.« Frigijce so zato drugi kristjani obravnavali kot lažne preroke, ker so ravnali nerazumno in niso obvladovali svojih čutov.
Montan in njegovi občili Priska in Maksimila so se očitno držali v zvezi s prerokovanjem zamaknjenjsko, torej trpno in nedejavno - a obenem blazno. Eden od preroških izrekov med šestnajstimi ohranjenimi, ki ga nahajamo pri Epifaniju, to potrjuje; gre najbrž za isti navedek, ki pa sta ga dva prepisovalca različno razumela in ga posredovala dalje vsak na svoj način: »Glej, človek je kakor lira in jaz brenkam po njenih strunah kakor trzalica; mož spi, jaz pa sem buden. Glej, Gospod je tisti, ki spreminja srca ljudi in jim daje nova srca.«
Če je Montan res učil tako, bi to pomenilo, da ima med človekovim prerokovanjem popoln nadzor Bog, medtem ko je posameznik le orodje in instrument; torej kot strune lire, na katere Bog brenka svojo pesem ali sporočilo. Táko nedejavno stanje pa je v nasprotju z učenjem apostola Pavla, ki trdi, da so »duhovi prerokov podrejeni prerokom« (1 Korinčanom 14,29–31). To bi preprosto pomenilo, da prerok tudi med prerokovanjem ostane pri polni zavesti in da se ne vede, ko da je hipnotiziran.
Cerkveni zgodovinar Evzebij poroča v zgoraj omenjeni 5. knjigi svoje Cerkvene zgodovine med drugim, da je slišal o žalostnem koncu Montana in njegove prerokinje Maksimile: v stanju blaznega zamaknjenja sta se oba – sicer vsak v drugem času – obesila.

### Oporekanja in obsodbe
Po gledanju tako Vzhodnega kot Zahodnega krščanstva je bilo to gibanje - vsaj v svojem razcvetu - razkolniško in krivoversko. Montan in njegovi spremljevalki Maksimila in Priscila, ki sta zapustili svoja zakonita moža in sta odtlej vedno kot medija oziroma posrednici spremljali svojega novega učitelja, so kot v zamaknjenju govorili v prvi osebi ednine, da so "Beseda" ali "Duh".
Montanizmu so drugi kristjani oporekali zlasti zato, ker so njegovi privrženci trdili, da lahko njihovo razodetje, prejeto neposredno od Svetega Duha, nadomesti ugled Jezusa, apostola Pavla ali kogarkoli drugega. V nekaterih svojih prerokbah Montan očitno govori, kakor so to nekdaj delali v grško-rimskih antičnih preročiščih — v prvi osebi in enači sebe z Bogom: "Jaz sem Oče in Sin in Sveti Duh."
Montanizem je obsodil kot krivoverstvo s cesarskimi odloki Konstantin Veliki, Prvi carigrajski vesoljni zbor (381), Trulanska sinoda (692) in Leon Izavrijec (722).

### Druga učenja
Druga resnična ali domnevna učenja in navade montanizma so naslednja:
1. V delu O vstajenju mesa je Tertulijan zapisal, da je Sveti Duh z novo prerokbo razjasnil dvoumnosti svetih spisov. [27][28] Nove prerokbe niso vsebovale nove dogmatične vsebine, temveč so nalagale stroga nravna merila.[7] Pri montanistih so menda njihove nove prerokbe nadomeščale in izpopolnjevale učenja, ki so jih oznanjali novozavezni apostoli.[18]
2. Montanisti so verjeli v moč apostolov in prerokov, da odpuščajo grehe.[7] Poleg njim pa so pripisovali to moč tudi krščanskim mučencem in pričevalcem oziroma spoznavalcem. Katoliška Cerkev pa je verovala, da Bog odpušča grehe po škofih in duhovnikih (in tistih mučencih, ki jih je priznala zakonita cerkvena oblast); ne pa po neposvečenih laikih, četudi svetih.[29]
3. Montanisti so ženske priznavali kot škofinje in duhovnice.[30][31]
4. Ženskam in dekletom je bilo prepovedano nositi okraske, device pa so morale nositi krščansko pokrivalo za glavo - tančico.[32]
5. Poudarek na nravni strogosti in askezi. To je vključevalo prepovedi ponovne poroke po ločitvi ali smrti zakonca. Poudarjali so tudi strogo spoštovanje postov in dodajali nove.[7]
6. Montan je zagotavljal plače tistim, ki so oznanjevali njegov nauk, kar so pravoverni smatrali za spodbujanje dobičkaželjnosti.[33]
7. Nekateri montanisti so bili tudi "štirinajstniki" in so raje praznovali Veliko noč po hebrejskem koledarju na 14. nisana, ne glede na to, na kateri dan v tednu je padla. Katoliški kristjani pa so menili, da je treba Veliko noč praznovati na nedeljo po 14. nisanu.[34] Ko se je začelo montanistično gibanje, med kristjani glede tega še ni bilo enotnosti. Škof Polikarp je bil na primer tudi »štirinajstnik«. Škof Irenej je komaj prepričal papeža Viktorja, naj se vzdrži sporov glede določitve datuma velike noči.[35] Kasneje je Cerkev vzpostavila stalen način izračunavanja Velike noči po julijanskem in kasneje po gregorijanskem koledarju in sicer na prvo nedeljo po spomladanski polni Luni.
8. Montanisti so verjeli v hilijazem ali "tisočletstvo"[36]
9. Padlih kristjanov ni mogoče več sprejeti nazaj v krščansko skupnost. To je bil glavni kamen spotike med kristjani, kjer je nazadnje prevladala blažja razlaga, da se po primerni pokori lahko vrne vsak grešnik.[37]
10. V navadi je bilo čaščenje skozi zamaknjenje. [38]
11. Med laiki in duhovniki ni opazne razlike. Tertulijanova izjava (De exhort. cast. vii), v kateri trdi, da je razlika med duhovniki in laiki posledica cerkvene ustanove in da zato lahko vsak laik v odsotnosti duhovnika daruje mašno daritev, krsti in deluje kot duhovnik, temelji na montanističnih zamislih in je v nasprotju s prejšnjimi Tertulijanovimi nauki (npr. De baptismo, xvii).[39]
12. Zavračajo krščevanje otrok, ampak krščujejo le odrasle.[40]

### Ali je bil Montan krivoverec?
Zadeva ni tako preprosta in enoznačna. Čeprav montanizem pogostoma obravnavajo glede na (pravoverno ali ortodoksno) krščanstvo kot herezijo ali krivoverje, je bil kot tak obsojen dokaj pozno. Številni bogoslovni pisatelji v zgodnji Cerkvi pa so vztrajali, da je gibanje na splošno bilo pravoverno.
1. Hipolit  (170-235) je govoril o njihovem sprejemanju učenja o Kristusu in stvarjenju.
2. »Lovec na herezije« Epifanij (315–403) pa je priznal, da se montanisti glede vprašanj pravovernosti na splošno strinjajo s Cerkvijo, zlasti glede nauka o Sveti Trojici[41] Epifanij je zapisal, da so montaniste konec 4. stoletja še vedno nahajali v Kapadociji, Galaciji, Frigiji, Kilikiji in Carigradu.
3. To oceno je potrdil tudi Evzebij, ki je montanistom posvetil štiri poglavja svoje veličastne „Cerkvene zgodovine“.
4. Didim Slepi (313–398) je pisal o njih;
5. veliki cerkveni oče Hieronim (342–420) pa je osebno srečal montanistične skupnosti v Anciri, ko je leta 373 potoval skozi Galacijo. Res je, da se je v zvezi z montanizmom (pre)ostro spravil tudi na Tertulijana, ki pa je temu gibanju pripadal, ko še ni bilo obsojeno.
6. V zvezi s tem smemo vprašati: 
  1. Ali so bili montanisti pristni kristjani? Da.
  2. Ali so bili v nekaterih svojih teoloških prepričanjih in praksah zavedeni? Da.
  3. Ali so bili heretiki? Ne. Enaka vprašanja z enakimi odgovori bi veljala tudi za Tertulijana.[42] Seveda bi morali odgovoriti še na eno vprašanje:
  4. Ali je bil montanizem razkolniško gibanje? Da.

### Današnja gibanja
Danes včasih omenjajo podobnost med montanizmom in sodobnimi protestantskimi gibanji kot so karizmatiki, binkoštniki ipd., ki jih nekateri nazivajo tudi neo-montanizem.
Čeprav res obstaja neka podobnost - zlasti glede osrednje vloge Svetega Duha pri oznanjevanju, zanje ne bi mogli trditi, da delujejo razkolniško - ampak ravno nasprotno: novodobna karizmatična gibanja kar po vrsti, pa najsi gre za tista zunaj ali znotraj Katoliške Cerkve - so na splošno usmerjana izrazito ekumensko in povezovalno.